# Alexander Ivanov (joueur d'échecs)
Pour les articles homonymes, voir Ivanov et Aleksandr Ivanov.
Ne doit pas être confondu avec Igor Ivanov (joueur d'échecs).
Alexander Ivanov (né le 1er mai 1956) est un grand maître américain du jeu d'échecs d'origine russe.
En juillet 2009, son classement Elo de la Fédération internationale des échecs est de 2 527 points, le classant 24e joueur américain.

## Biographie et carrière
En 1980, il remporte la première place du tournoi de jeunes maîtres d'URSS.
Il émigre aux États-Unis en 1988, et prend la première place du National Open et du World Open en 1989. Il obtient le titre de grand maître international en 1991. En 1992, il est 1er ex aequo avec Anatoli Karpov et Boris Gulko du tournoi international rapide de Moscou où 51 grands maîtres sont présents.
Il  remporte le championnat d'échecs des États-Unis en 1995 (avec Nick de Firmian et Patrick Wolff). Il remporte également le championnat panaméricain d'échecs en 1998. 
En 2002, il participe à l'olympiade de Bled avec les États-Unis et marque 6,5 points sur 11 comme remplaçant (échiquier de réserve).
Il a participé à quatre championnats du monde (tournois à élimination directe) : en 1999 (éliminé au premier tour par Milos), en 2000 (éliminé au deuxième tour par Serper), en 2002 (éliminé au premier tour par Pigoussov) et en 2004 (éliminé au premier tour par Van Wely).
Il a également participé à trois coupes du monde d'échecs : en 2005 (éliminé au deuxième tour par Lautier), en 2007 (éliminé au premier tour par Navara) et en 2009 (battu au premier tour par Tomachevski).
Ivanov réside dans le Massachusetts avec son épouse, Esther Epstein, qui fut vice-championne d'URSS en 1978 et deux fois championne des États-Unis en 1991 et 1997).